# 多福清真寺
4°14′35.93″N 117°53′39.03″E / 4.2433139°N 117.8941750°E
多福清真寺，又稱斗湖大清真寺，是一座位於馬來西亞沙巴斗湖的清真寺。
清真寺1997年動工，2002年竣工，2004年8月13日由時任最高元首的端姑賽西拉祖丁啟用。
清真寺耗資3,800萬令吉。建築呈方形，外牆白色，有綠色穹頂一座，另有一座四層高的宣禮塔。內分三層，二樓是女寺，地下層是當上面兩層不敷應用時使用，可容納16,000人聚禮。是沙巴最大的清真寺。